# 順序体
数学における順序体（じゅんじょたい、英: ordered field）とは、全順序をもつ体で、その順序が体の演算と両立するもののことである。
順序体は標数 0 でなければならず、任意の自然数 0, 1, 1 + 1, 1 + 1 + 1, … は全て相異なる。従って順序体は無限個の元を含まねばならず、有限体には順序を定義することができない。
順序体の任意の部分体は、元の体の順序に関してそれ自身順序体を成す。任意の順序体は有理数体に同型な部分順序体を含む。任意のデデキント完備順序体は実数体に同型である。順序体において平方元は非負でなければならない。従って複素数体には（虚数単位 i の平方が −1 だから）順序を定義することはできない。任意の順序体は実体である。
歴史的にはヒルベルト、ヘルダー、ハーンらを含む数学者たちによって徐々に公理化が進められ、1926年に順序体および（形式的）実体に関するアルティン-シュライヤーの定理によって結実する。

## 定義
順序群の定義の仕方には同値な二種類が存在する。歴史的に最初に考えられたのは、体構造と両立する全順序を与える定義で、これは二項術語としての順序 ≤ に関する一階の公理化である。アルティンとシュライヤーは1926年に（非負の元全体の成す部分集合としての）正錐を用いた定義を与えた。これは高階の公理化ではあるけれども、正錐を「極大」の前正錐と見る観点からは、体構造と両立する順序を「極値的」な半順序と見る、より広い文脈が生み出される。
体 (F, +, ×) と F 上の全順序 ≤ とが両立するとは、この順序が条件
- a ≤ b ならば a + c ≤ b + c
- 0 ≤ a かつ 0 ≤ b ならば 0 ≤ a × b

を満たすことである。乗法の記号はこれ以降は省略する。
体 F の部分集合 P ⊂ F が F 上の前正錐 (prepositive cone) あるいは前順序付け (preordering) であるとは、条件
- x, y ∈ P ならば x + y, xy ∈ P
- x ∈ F ならば x2 ∈ P
- −1 ∉ P

を満たすことである。前順序付け P を持つ体を前順序体 (preordered field) と呼ぶ。P の非零元全体の成す集合 P∗ は F の乗法群の部分群を成す。さらに加えて、前順序付け P に対して、F が P および −P の合併となるとき、P を F の正錐 (positive cone) と言い、P の非零元を F の正の (positive) 元と呼ぶ。F 上の任意の前順序付けは、ちょうど F 上の正錐の適当な族の交わりとして得られる。すなわち、正錐は極大な前順序付けである。前順序体 F 上の扇 (fan) とは、前順序付け T であって、S が T ∖ {0} を含む F∗ の指数 2 の部分群で、かつ −1 を含まないならば S が正錐となる（つまり S が加法について閉じている）という性質を満たすものを言う。
与えられた体が、体構造と両立する全順序を備えることと正錐を備えることとは同値であり、体上の両立する全順序と正錐の間の対応は以下のように与えられる。すなわち、両立する全順序 ≤ が与えられたとき x ≥ 0 なる元全体の成す部分集合 P≤ は F の正錐を成す。逆に F の正錐 P が与えられたとき、付随する全順序 ≤P を x ≤P y ⇔ y − x ∈ P で定義すれば、≤P は F の体構造と両立する。
与えられた体 F が順序体であるとは、それが体構造と両立する全順序、あるいは正錐を備えるときに言う。

## 順序体の性質
a, b, c, d を順序体 F の元とする。
- 推移性：a < b かつ b < c ならば a < c
- a < b かつ c > 0 ならば ac < bc
- a < b かつ c < 0 ならば ac > bc
- 0 < a < b ならば 0 < 1/b < 1/a
- −a ≤ 0 ≤ a または a ≤ 0 ≤ −a の何れか一方のみが成り立つ。
  - a ≠ 0 ならば、a > 0 または a < 0 の何れか一方のみが成り立つ。
- 「不等式は辺々加えられる」：a ≤ b かつ c ≤ d ならば a + c ≤ b + d
- 単位元 1 は正である。実際、1 または −1 の何れか一方のみが正であるが、−1 が正とすると (−1)(−1) = 1 は正となり矛盾である。
- 順序体の標数は 0 である。実際、1 > 0 ゆえ 1 + 1 > 0, 1 + 1 + 1 > 0, … などが成り立つが、標数が p > 0 とすると −1 は 1 を p − 1 個加えたものと等しいにもかかわらず正ではない。特に有限体は順序体にならない。
- 平方元は非負、すなわち F の各元 a に対して 0 ≤ a2 が成り立つ。特に同じ理由で 1 > 0 が成り立つ。

順序体の任意の部分体は、もとの体の順序をそこに制限して得られる順序に関してそれ自身が順序体を成す。最小の部分順序体は（任意の標数 0 の体がそうであるように）有理数体に同型であり、この部分体としての有理数体上の順序は有理数体自身の通常の順序に一致する。順序体の元が必ず部分体としての有理数体の二つの元の間にあるならば、そのような順序体はアルキメデス的であると言う。また、そうでない順序体は非アルキメデス順序体と呼ばれ、無限小を含む。例えば、実数体はアルキメデス順序体を成すが、超実数体は任意の標準自然数よりも大きい拡大実数を含むから非アルキメデス順序体になる。
順序体 K が実数体となるのは、K の空でない任意の上に有界な部分集合が K 内に上限を持つときである。

### 順序体上のベクトル空間
順序体上のベクトル空間（特に数ベクトル空間）はいくつか特別な性質を示し、また例えば向き、凸性あるいは正定値内積などのような特別な構造を考えることができる。一般の順序体上のベクトル空間について考えられるこれらの性質に関して、Rn の場合の議論は実数ベクトル空間の項を参照。

## 順序体の例
順序体の例には以下のようなものがある。
- 有理数体
- 実代数的数体
- 計算可能数体
- 実数体
- 実係数有理函数体 R(x)：順序は、不定元 x は任意の定数よりも大きく、また p(x)/q(x) が正元であることを、p(x), q(x) のそれぞれの最高次係数を p0, q0 とするとき、p0/q0 > 0 で定める。これは非アルキメデス順序体である。
- 実係数形式ローラン級数体 R((x))：不定元 x を正の無限小とする順序体になる。
- 実閉体
- 準超実数体
- 超実数体

超現実数の全体は集合ではなく真の類となることを除けば、順序体の公理を全て満たす。任意の順序体を超現実数体の中へ埋め込むことができる。

## どのような体が順序付け可能であるか
任意の順序体は形式的に実である。すなわち 0 を非零元の平方和として書くことはできないという性質を持つ。逆に、任意の形式的に実な体（実体）は体構造と両立する順序を入れて順序体にすることができる（この順序は必ずしも一意には決まらない）。
有限体あるいはより一般に有限な標数を持つ体は順序体にすることはできない。これは、標数 p に対して、元 −1 が平方数 1 (= 12) の p − 1 個の和に書けることによる。また複素数体も順序体にならない。これは仮に順序体となるならば、−1 は平方数（もちろん、虚数単位 i の平方）ゆえ正でなければならないことによる。あるいは p-進数体も順序体にならない。実際、Q2 は −7 の平方根を含み、また奇素数 p に対する Qp は 1 − p の平方根を含む。

## 順序の誘導する位相
順序体 F に全順序 ≤ から誘導される順序位相を入れるならば、公理から二つの演算 + および × は連続となり、F は位相体を成す。

## ハリソン位相
ハリソン位相 (Harrison topology) は実体 F に入る順序付け（正錐）全体の成す集合 XF 上の位相である。各順序は乗法群 F∗ から {±1} の上への群準同型と見なすことができる。二元群 {±1} には離散位相を入れ、配置集合 ±1F には積位相を入れると、XF 上の部分空間の位相が誘導される。ハリソン集合 (Harrison set) H(a) = {P ∈ XF : a ∈ P} はハリソン位相の準開基を成す。直積位相空間 ±1F はブール空間（つまりコンパクトハウスドルフかつ完全不連結な位相空間）で、XF はその閉部分集合、従ってそれ自身ブール空間を成す。

## 超順序体
超順序体 (superordered field) は総実代数体であって、その平方和全体の成す集合が扇を成すものを言う。

## 注記
1. ↑  van der Waerden 2003, p. 241.
2. 1 2  Lam (2005) p. 289
3. ↑  Lam (1983) p.39
4. ↑  Bair, Jaques; Henry, Valérie. “Implicit differentiation with microscopes”.  University of Liege. 2013年5月4日閲覧。
5. ↑  Lam (2005) p. 41
6. ↑  Lam (2005) p. 232
7. ↑  Lam (2005) p. 236
8. ↑  Lam (2005) p. 271
9. ↑  Lam (1983) pp.1-2
10. ↑  Lam (1983) p.45